# 山口朱美
山口 朱美（やまぐち あけみ、1946年11月23日 - ）は、日本の女優、声優。大阪府東大阪市出身。

## 人物・略歴
関西を拠点に活動しており、時代劇では悪女役が多い。
声優の仕事もしており有名なものとしてアニメ「じゃりン子チエ」のチエの母親(竹本ヨシ江)役、アニメ映画「火垂るの墓」の西宮のおばさん役など関西弁を話す中年女性の役である。

## 出演

### テレビドラマ
- 親いも子いも（1965年、ABC）
- 近鉄金曜劇場「ぬかるみの花」（1966年7月8日、ABC）
- 銭形平次（1966年、CX/東映）
  - 第65話「秩父の姉妹」（1967年） - お種
  - 第91話「御高祖頭巾の女」（1968年） - 腰元桐
  - 第147話「子供がみた」（1969年） - 君奴
  - 第183話「影を追う女」（1969年） - お千代
  - 第233話「恋文悲願（1970年） - おせい
  - 第277話「狼が死ぬとき」（1971年） - お染
  - 第293話「お鯉の仇討お通」（1971年） - お通
  - 第316話「母ごころ」（1972年） - お紋
  - 第332話「万七恋文騒動」（1972年） - 染香
  - 第367話「日陰に散った涙花」（1973年） - お艶
  - 第434話「御典医の夢」（1974年） - お春
  - 第536話「狼の罠」（1976年） - おこま
  - 第628話「江戸暮色」（1978年） - おふく
  - 第640話「通り魔」（1978年） - 仲居
  - 第645話「母娘草紙」（1978年） - お吉
  - 第715話「浪人長持唄」（1980年） - お咲
  - 第836話「呪いの三味線」（1983年） - おるい
- 仮面の忍者赤影 第4部 魔風篇 通算49話「人喰い植物ばびらん」（1968年、KTV）
- 素浪人 花山大吉（NET）
  - 第1話「世のなか上には上がいた」（1969年） - 旅の女
  - 第45話「鼻をつまんで名乗っていた」（1969年） - 居酒屋の娘
  - 第74話「祝言挙げたら嫁逃げた」（1970年）
  - 第96話「渡し場は今日も雨だった」（1970年） - お玉
- 部長刑事シリーズ（ABC）
- 魔女はホットなお年頃 第12話「危険がいっぱいだァー」（1971年、MBS)
- 大岡越前（TBS / C.A.L）
  - 第3部 第15話「天狗の眠り」（1972年9月18日） - おしん
  - 第4部 第5話「艶ぼくろの女」（1974年11月4日）
  - 第6部
    - 第7話「勇気ある証言」（1982年4月19日） - 夜鷹役
    - 第30話「十手を嵩の悪い奴」（1982年9月27日） - おこう役

  - 第8部 第12話「情は人の為ならず」（1984年10月8日）
  - 第9部 第5話「忠相を慕う女」（1985年11月25日） - おたき役
  - 第13部 第6話「泣き笑い恋の鞘当て」（1992年12月21日）
  - 第15部 第7話「賄賂に揺れた老同心」（1998年10月12日） - 薬種問屋女主人役
- 必殺シリーズ （ABC・松竹）
  - 必殺仕掛人
    - 第13話「汚れた二人の顔役」（1972年）- お勇
    - 第26話「沙汰なしに沙汰あり」（1973年） - 奈加
    - 第30話「仕掛けに来た死んだ男」（1973年） - おせつ

  - 必殺仕置人
    - 第9話「利用する奴される奴」（1973年） - お新

  - 助け人走る （ABC / 松竹）
    - 第8話「女心大着服」（1973年） - お北
    - 第17話「探索大成功」（1974年） - さと
    - 第25話「逃亡大商売」（1974年） - 文字春
    - 第31話「狂乱大決着」（1974年） - 料亭の女

  - 暗闇仕留人 第19話「乗せられて候」（1974年） - 芸者
  - 必殺必中仕事屋稼業
    - 第3話「いかさま大勝負」（1975年1月18日） - お袖
    - 第8話「寝取られ勝負」（1975年2月22日） - 桜堂尼

  - 必殺仕置屋稼業
    - 第2話「一筆啓上罠が見えた」（1975年） - おせつ
    - 第25話「一筆啓上不倫が見えた」（1975年） - 茶屋の女

  - 必殺仕業人 第10話「あんたこの宿命をどう思う」（1976年） - おゆう
  - 必殺からくり人・血風編 第11話「夜明けに散った紅い命」（1977年） - お豊
  - 必殺商売人
    - 第10話「不況に新商売の倒産屋」（1978年） - 菊蝶

  - 必殺仕事人
    - 第61話「脅し技 闇医術千両潰し」（1980年） - 松島
    - 第68話「願い技奉納絵馬呪い割り」(1980年) - お菊

  - 必殺仕舞人 第1話「恨みがよんでる佐渡おけさ」（1981年） - 大店の女房
  - 新・必殺仕事人
    - 第2話「主水気分滅入る」（1981年5月15日） - おしげ
    - 第26話「主水仮病休みする」（1981年11月27日） - お春
    - 第40話「主水ケチに感心する」（1982年3月12日） - お艶

  - 必殺仕事人IV
    - 第40話「主水 世にも不思議な朝顔を作る」（1984年） - お徳 役

  - 必殺仕切人
    - 第17話「もしも江戸に占いブームが起こったら」（1984年） - 貴恵 役

  - 必殺仕事人V・激闘編
    - 第22話「せん、女ひとり旅する」（1986年） - お千賀 役
    - 第31話「加代、究極の美男に惚れる」（1986年） - お静 役

  - 必殺仕事人V・旋風編 第13話「主水、ネズミ取りにかかる」 （1987年） - お竜 役
  - 必殺シリーズ・TVスペシャル
    - 「(秘) 必殺現代版 主水の子孫が京都に現われた 仕事人vs暴走族」（1982年） - 仙田いく
    - 「必殺スペシャル・秋! 仕事人vsオール江戸警察」（1990年）

  - 必殺仕事人・激突!
    - 第7話「江戸繁盛の裏の顔」（1991年）
- 長谷川伸シリーズ「たった一人の女」（1973年3月7日、NET）
  - 新選組 ※鶴田浩二版　第11話「士道に背く事を許さず」（1973年、NET）
- 水戸黄門（TBS / C.A.L）
  - 第2部 第23話「謀略の渦 -福井-」（1971年3月1日） - お市の方役
  - 第4部 第28話「庄助さんの娘 -会津若松-」（1973年7月30日） - おしの役
  - 第5部
    - 第17話「酔いどれ用心棒 -松山-」（1974年7月29日）
    - 第23話「野望の代償 -唐津-」（1974年9月9日） - 袖役

  - 第10部 第2話「女度胸の鉄火肌 -神奈川-」（1979年8月20日） - おもん役
  - 第12部 第11話「献上塩昆布にかけた意地 -大坂-」（1981年11月9日） - お峰役
  - 第14部 第4話「わがまま姑の嫁いびり -白石-」（1983年11月21日） - 白石屋の女中役
  - 第15部 第37話「悪乗り八兵衛若旦那 -熊谷-」（1985年10月7日） - 女将
  - 第16部 第3話「関所に巣喰う鬼退治 -箱根-」（1986年5月12日） - お藤
  - 第17部
    - 第8話「老公爆殺危機一髪 -鳥羽-」（1987年10月19日） - お好の方役
    - 第9話「陰謀暴く裏切り忍法 -鳥羽-」（1987年10月26日）- お好の方役
    - 第19話「悪を懲らした石見神楽 -浜田-」（1988年1月4日） - かかあ

  - 第22部 第12話「密命帯びた娘巡礼 -徳島-」（1993年8月2日）
  - 第23部
    - 第8話「狙われた娘馬子 -善光寺-」（1994年9月19日）
    - 第34話「狸がくれた赤ん坊 -信楽-」（1995年4月3日） - おとね
- おしどり右京捕物車 第25話 「櫛（くし）」（1974年、朝日放送・松竹） - 遊女
- 影同心 第28話「わたしが愛した殺し節」（1975年、毎日放送・東映） - 綾
- お耳役秘帳 （1976年、KTV / 歌舞伎座テレビ）
  - 第7話「女やもめの花が散る」 - 八汐
  - 第13話「危機一髪」 - 照菊
- 遠山の金さん 杉良太郎版 （NET/東映）
  - 第1シリーズ
    - 第52話「明日を知らない女」（1976年）
    - 第58話「陰謀の凶弾」（1976年）
    - 第69話「お白州に小判の雨が降る!」（1977年） - 平之助女房

  - 第2シリーズ
    - 第13話「悪夢を覚ませ！女親分」（1979年） - およね
    - 第29話「若君誘拐」（1979年） - 芙美の方
- 暴れん坊将軍シリーズ（ANB/東映）
  - 吉宗評判記 暴れん坊将軍
    - 第16話「対決! 花の吉原」（1978年4月29日） - 薄雪
    - 第130話「幼なじみは大奥の女」（1980年9月27日） - 深雪

  - 暴れん坊将軍II
    - 第88話「お上に怨みの逃がし屋稼業!」（1984年） - おきく
    - 第173話「謀叛人の娘」（1986年） - 奥方

  - 暴れん坊将軍III
    - 第3話「これぞ庶民の目安箱」（1988年） - お勝
    - 第47話「激震! なまず武士の怒り」（1989年） - お玉
- 日本名作怪談劇場 第5話「怪談 佐賀の怪猫」（1979年、12ch） - 龍蔵寺政
- 斬り捨て御免! （東京12チャンネル）
  - 第2シリーズ 第17話「三々九度殺しの盃」（1980年） - 文字春
  - 第3シリーズ 第1話「熱き口づけは死を誘う」（1982年） - さき
- 江戸を斬る（TBS / C.A.L）
  - 江戸を斬るV 第19話「金太が落ちた恋地獄」（1980年） - 花水の女中
  - 江戸を斬るVI 第15話「お千代を襲う恐怖の影」（1981年）- お滝
  - 江戸を斬るVII 第3話「島抜けの謎を追え」（1987年）
  - 江戸を斬るVIII 第5話「意外な目撃者」（1994年、TBS） - お才
- 赤かぶ検事奮戦記シリーズ（ABC）
  - 赤かぶ検事奮戦記II 第1話～第3話（1982年） - 喫茶店のママ
  - 赤かぶ検事奮戦記III 第6話「賽銭を食う狐と狸」（1982年） - 平田友絵
  - 赤かぶ検事奮戦記IV
    - 第2話「桃色レター裁判」（1985年11月22日）
    - 第9話「邪淫の争い」（1986年1月24日）
- 土曜ワイド劇場「京都殺人案内4」（1981年、朝日放送・松竹）
- ゆるしません! 第18話「思いやりってなに?」（1981年、KTV）
- 時代劇スペシャル 「着ながし奉行」（1981年、フジテレビ・俳優座映画放送・映像京都）
- 江戸の用心棒 第7話「女主人の腕」（1981年、フジテレビ・東宝・映像京都）
- 影の軍団 シリーズ （KTV / 東映）
  - 服部半蔵 影の軍団 第17話「生きていた闇将軍」（1980年）
  - 影の軍団II
    - 第14話「闇にきらめく美女」（1982年）- 松尾
    - 第23話「魔の振袖御殿」（1982年）
- 遠山の金さん (高橋英樹)（テレビ朝日）
  - 第20話「尼寺（秘）迷い込んだ若侍!」（1982年）
  - 第117話「狙われた聖女・富貴楼おしの!」（1984年）
- 松平右近事件帳 （NTV / ユニオン映画）
  - 第15話「酔いどれ女と藪太郎」（1982年）- おさだ
  - 第39話「梅吉捕らわる」（1983年）- おりく
- 新・なにわの源蔵事件帳 第15話「浪花女悲話」（1984年、NHK）
- 銀河テレビ小説（NHK）
  - まんだら屋の良太（1986年） - 雅代
- 若大将天下ご免! 第8話「連れて逃げてよ、恋十手!」（1987年、テレビ朝日・東映） - お中﨟
- 三匹が斬る! （テレビ朝日 / 東映）
  - 第1シリーズ 第6話「鬼と呼ぶ男に惚れて薄化粧」（1987年11月26日）- 鰻屋女将
  - 第1シリーズ 第12話「信濃路は、鯉や鯉やで恋わずらい」（1988年1月14日）- お銀
- 名奉行 遠山の金さん（ANB / 東映）
  - 第1シリーズ 第19話「殺しを招く幻の女」（1988年） - 美濃屋
  - 第2シリーズ 第11話「税金に泣かされたおんな」（1989年） - おこう
  - 第7シリーズ 第10話「赤猫まねき!? 狙撃された桜吹雪」（1995年） - お徳
- 鬼平犯科帳（CX / 松竹）
  - 第2シリーズ 第15話「霧の朝」（1991年）
  - 第3シリーズ 第7話「谷中いろは茶屋」（1992年） - いろは茶屋女将
- 半七捕物帳 第18話「十手無情恋しぐれ」（1993年、NTV / ユニオン映画） - 料亭の女将 ※里見浩太朗版
- 闇を斬る!大江戸犯科帳 第11話「運命の銃弾」（1993年、日本テレビ）
- 銭形平次（CX） ※北大路欣也版
  - 第3シリーズ
    - 第7話「出刃を研ぐ女」（1993年）
    - 第14話「死の花嫁衣裳」（1993年）

  - 第6シリーズ 第4話「血文字の謎」（1997年）
- 天下の副将軍水戸光圀 徳川御三家の激闘（1992年、TX） - お伝の方
- 江戸の用心棒 第22話「女形と賞金首」（1994年、日本テレビ） - お梶

### テレビアニメ
- じゃりン子チエ（1981年） - 竹本ヨシ江[2]
- チエちゃん奮戦記 じゃりン子チエ（1991年） - 竹本ヨシ江[3]

### 劇場アニメ
- 火垂るの墓（1988年） - 西宮のおばさん